# Cantó de Creil-Sud
El cantó de Creil-Sud és una divisió administrativa francesa del departament de l'Oise i del districte de Senlis. El cap cantonal és Creil i agrupa 1 municipi.

## Composició
El cantó de Creil-Sud té un únic municipi i té 27 835 habitants (2007).
- Creil: 27 835 habitants.[1]

## Història
El Cantó de Creil-Sud fou creat el 1973 amb la divisió de l'antic cantó de Creil.
| Data d'elecció                           | Identitat              | Partit          | Qualitat |
| ---------------------------------------- | ---------------------- | --------------- | -------- |
| 1945-1973                                | M. Fournier            | SFIO després PS |          |
| 1973-1982                                | Jean Anciant           | PS              | Diputat  |
| 1982-1994                                | Jean-Pierre Fontaine   | PS              |          |
| 1994-2001                                | Isabelle Mifsud-Maupin | PS              | Metgessa |
| 2001-…                                   | Jean-Claude Villemain  | PS              | Jubilat  |
| les dades anteriors no són pas conegudes |                        |                 |          |